# Gentiana yokusai
Gentiana yokusai là một loài thực vật có hoa trong họ Long đởm. Loài này được Burkill mô tả khoa học đầu tiên năm 1906.